# Hospice des Vénérables de Séville

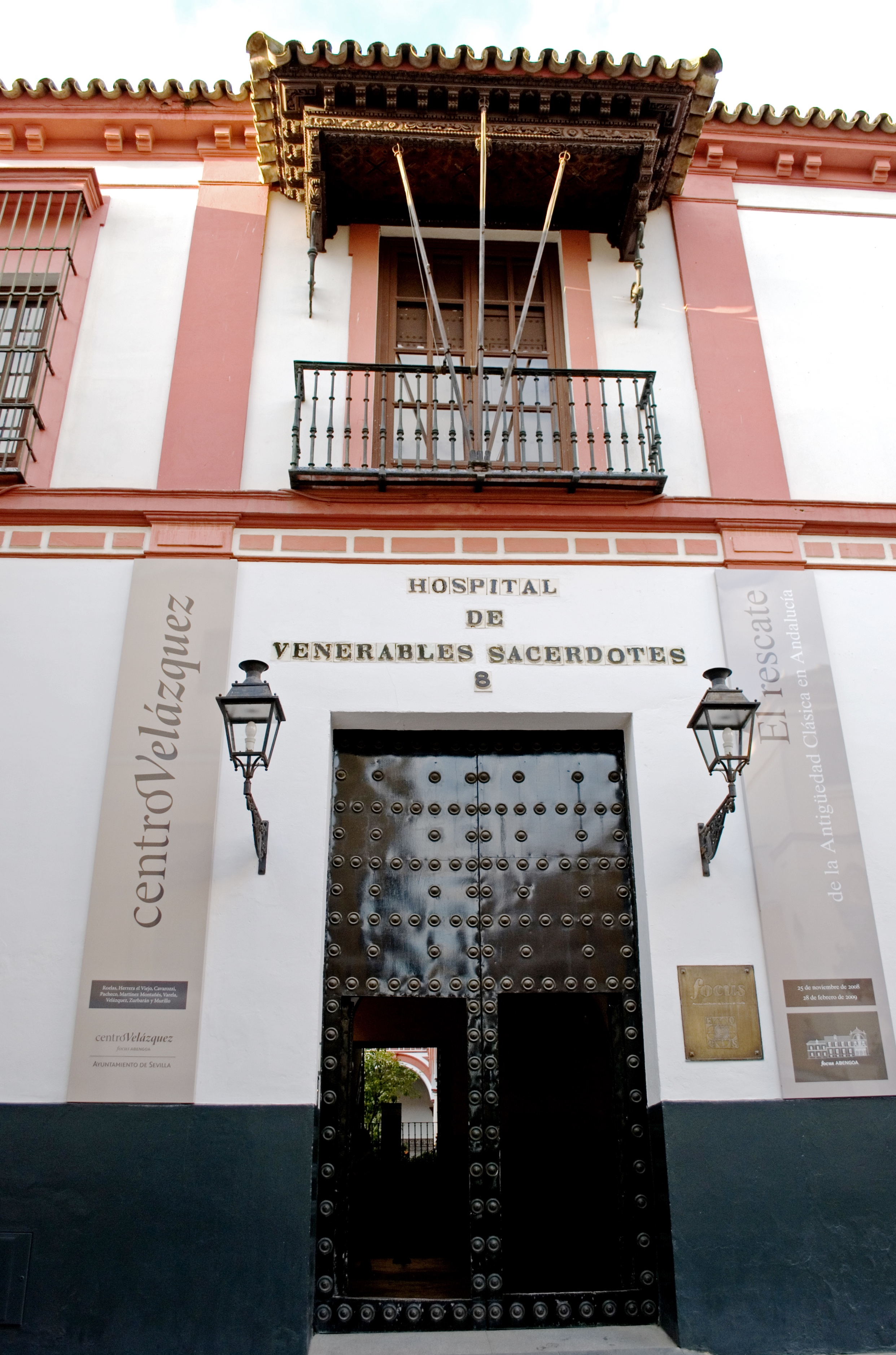
Façade de l'hospice des Vénérables Prêtres.

L'hospice des Vénérables ou Hospice des Vénérables Prêtres (en espagnol : hospital de los Venerables Sacerdotes), est un monument historique de Séville en Espagne. Cet édifice baroque du XVIIe siècle a été construit pour servir de résidence de retraite aux prêtres âgés et pauvres. C'est aujourd'hui le siège du Centre Velázquez, institution consacrée au peintre éponyme. L'hospice des Vénérables se trouve place de même nom, au cœur du quartier Santa Cruz, tout près des jardins de Murillo, de la cathédrale et des alcazars royaux.

## Histoire

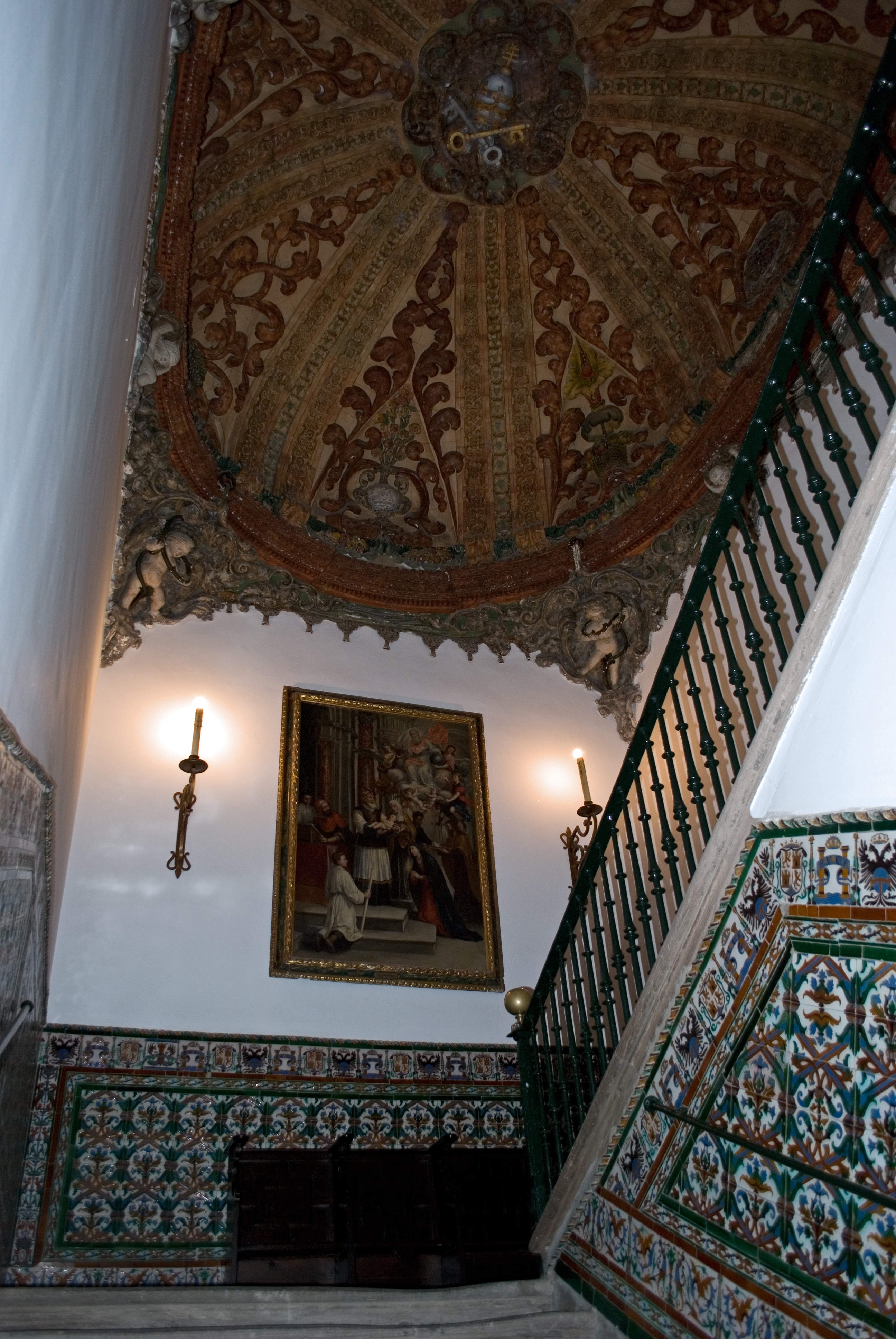
Détail de l'escalier avec son plafond.

Son histoire commence lorsque la fraternité du Silence décide à partir de 1627 de prendre soin des prêtres âgés et pauvres. Elle acquiert une maison pour leur donner le couvert et assistance et les abriter. En 1673, la fraternité se décide à construire un hospice plus grand.
Son fondateur est un chanoine de la cathédrale de Séville, don Justino de Neve, qui réunit les fonds en 1675, pour faire de cet hospice une maison de retraite pour les prêtres âgés, et les travaux débutent sous la direction de l'architecte Juan Domínguez, à qui succède en 1687 Leonardo de Figueroa. Les travaux se terminent en 1697. La chapelle de l'hospice est construite en 1689 et consacrée à saint Ferdinand. Grâce aux fonds originels, à l'aide de donateurs et à des facilités octroyées par les monarques, l'institution se maintient, mais connaît des difficultés financières au début du XIXe siècle. En 1813, le maréchal Soult confisque nombre de ses œuvres d'art dont la fameuse Immaculée Conception de Murillo, dite Immaculée Conception des Vénérables, datant de 1678 (elle se trouve aujourd'hui au musée du Prado). La fondation met la clef sous la porte et en 1840 se transforme en fabrique de tissus, tandis que les derniers hôtes de l'hospice sont transférés dans une salle de l'hôpital de la Charité de Séville qui leur est réservée. L'ancienne fondation porte plainte pour retrouver ses biens, mais la plainte n'est jugée recevable qu'en 1848. L'hospice reprend forme peu à peu. La place devant l'hospice est nommée « place des Vénérables » en 1868. Dans les années 1970, l'hospice cesse de fonctionner.
En 1991, l'ancien hospice devient le siège de la fondation Focus-Abengoa (dont le but est de préserver et promouvoir la culture de Séville), qui avait justement restauré l'édifice entre 1987 et 1991, grâce à l'aide et à l'autorisation du cardinal Carlos Amigo Vallejo. L'inauguration est faite par la reine Sophie, le 5 novembre 1991, par une exposition consacrée à la peinture sévillane du siècle d'or.
L'édifice sert dès lors de centre culturel et de lieu d'expositions, de concerts, de conférence et de séminaires.

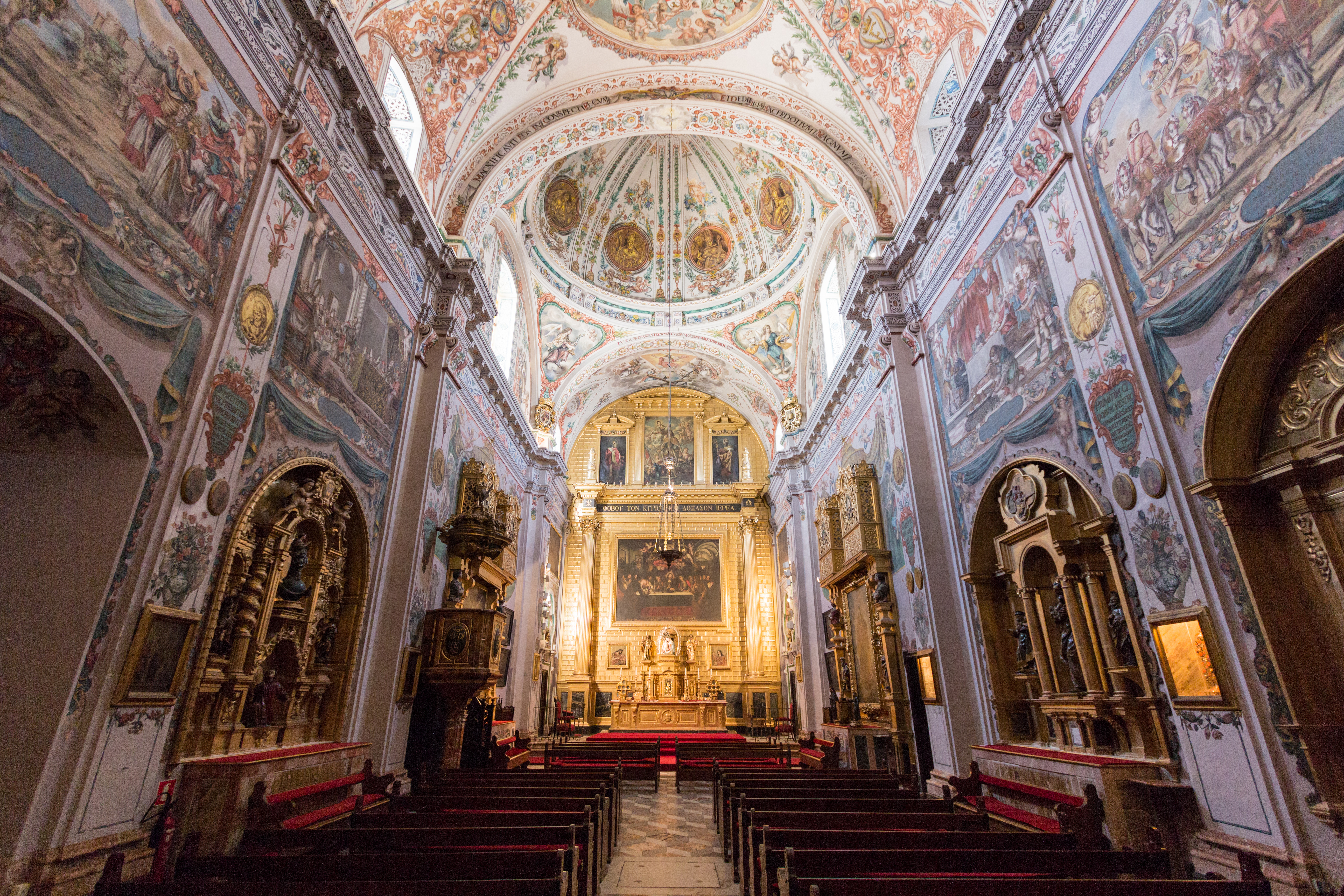
Vue de la chapelle de l'hospice terminée en 1689
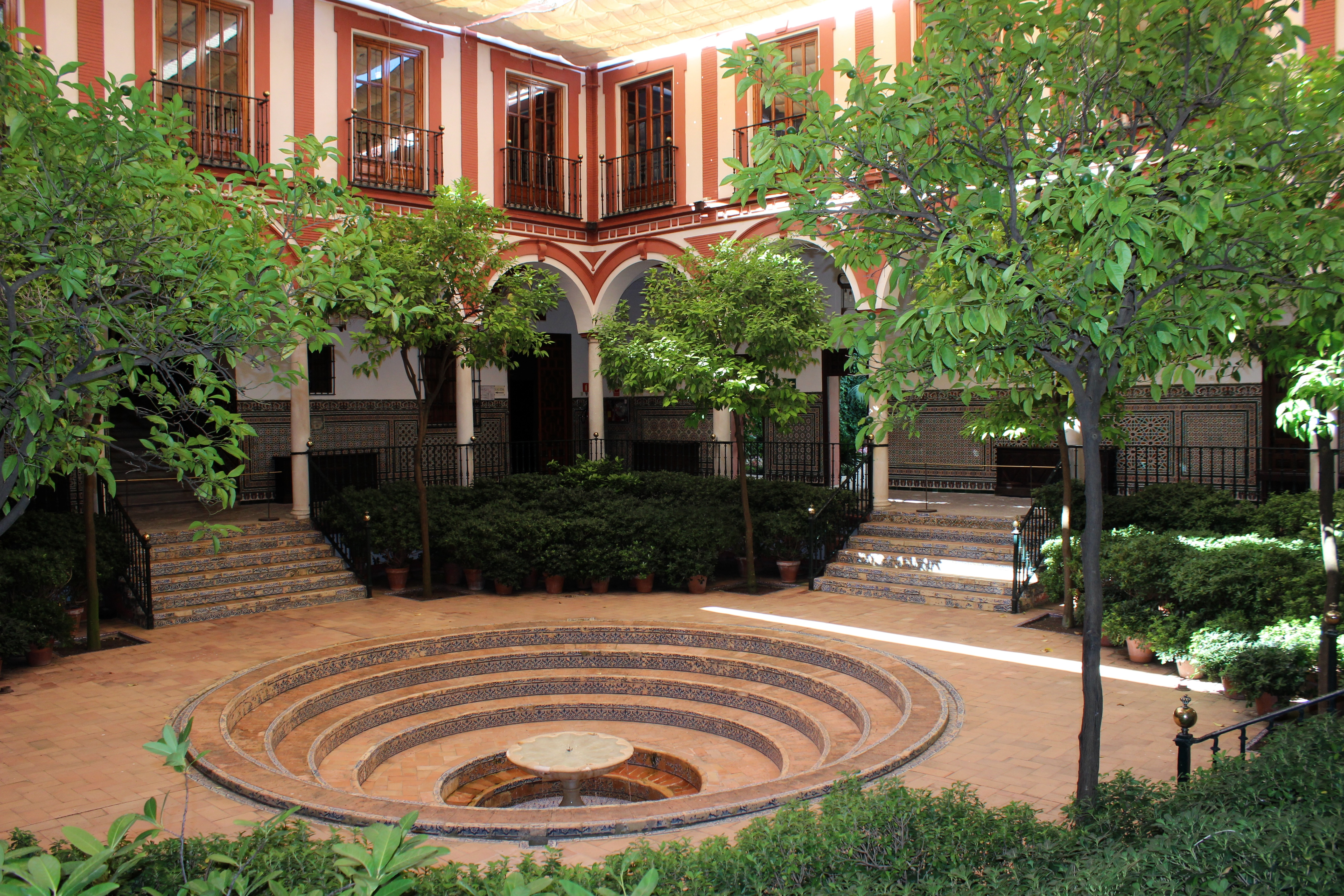
Cloître de l'hospice
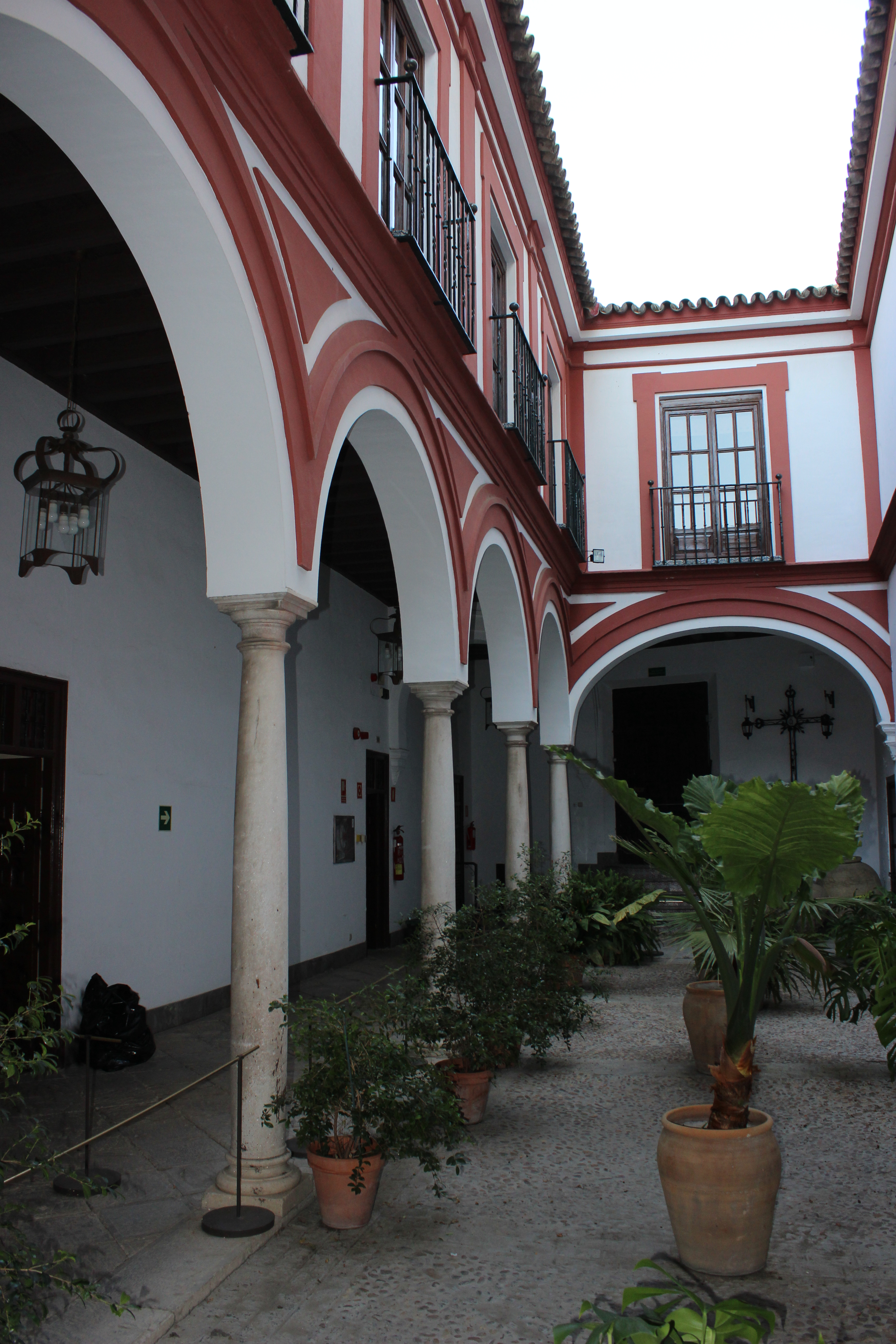
Vue intérieure

## Centre de recherche Diego Velázquez
Le centre de recherche Diego Velázquez est un centre d'expositions qui est fondé en juillet 2007, par l'acquisition par la fondation Focus-Abengoa du tableau intitulé Sainte Rufine. Celui-ci est attribué à Vélasquez et il est acquis pour la somme de 12,4 millions d'euros. Des salles sont aménagées pour accueillir des expositions permanentes du centre. Parmi les œuvres remarquables, l'on peut citer L'Imposition de la chasuble à saint Ildefonse de Vélasquez, le Portrait de Juan Martínez Montañés de Francisco Varela, toutes les deux propriétés de la municipalité. La fondation Focus-Abengoa a acquis d'autres toiles, notamment une Immaculée Conception du début du XVIIe siècle et attribuée à Vélasquez par une partie des historiens de l'art. Les autres peintres représentés sont Francisco Pacheco (Sainte Catherine, Sainte Inès), Murillo et l'Italien Bartolomeo Cavarozzi.

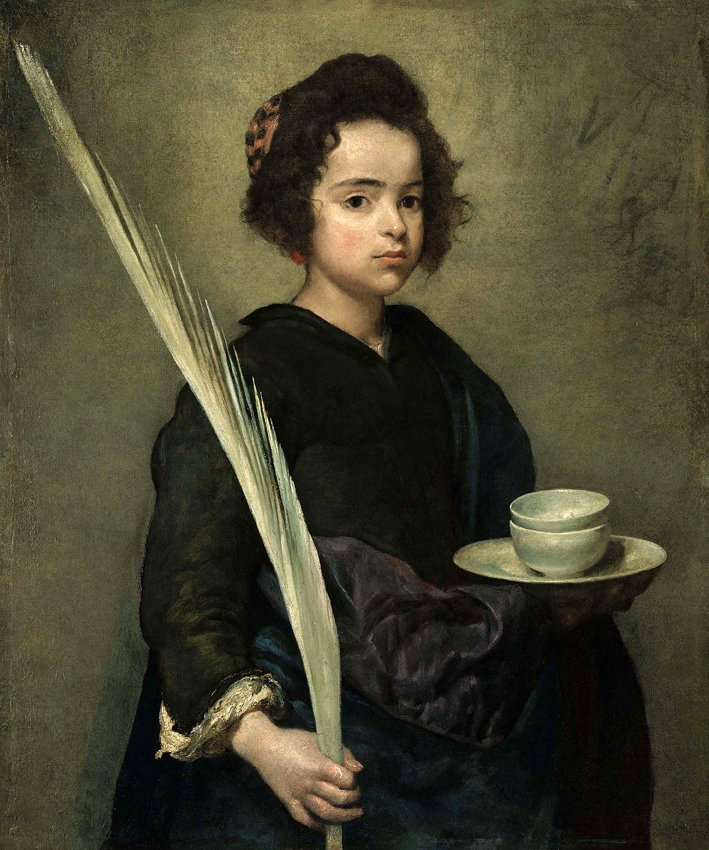
Sainte Rufine de Vélasquez (1629-1632)

## Source de la traduction
- (es) Cet article est partiellement ou en totalité issu de l’article de Wikipédia en espagnol intitulé « Hospital de los Venerables (Sevilla) » (voir la liste des auteurs).